# آورینی
آورینی (به فرانسوی: Avrigny) یک کمون در فرانسه است که در اوآز واقع شده‌است. آورینی ۶٫۰۱ کیلومتر مربع مساحت دارد ۸۶ متر بالاتر از سطح دریا واقع شده‌است.